# Galina Krilenko
Galina Alexandrovna Krilenko (* 29. Februar 1952 in Minsk) ist eine belarussische Trainerin der Rhythmischen Sportgymnastik und war von 1996 bis 2014 Cheftrainerin am Bundesstützpunkt Fellbach-Schmiden (TSV Schmiden). Seit 2016 ist sie Cheftrainerin beim Stuttgarter Verein RSC Stuttgart.

## Karriere als Gymnastin
In der Sowjetunion war Galina Krilenko zweifache Weltmeisterin in der Gruppe.

## Karriere als Trainerin
Die Trainerkarriere von Galina Krilenko begann bei Dynamo Minsk, nachdem sie ihren Abschluss als Diplom Sportpädagoge erhalten hatte. Ihr erster großer Erfolg war bei den Olympischen Spielen 1988 in Seoul, als ihr Schützling Maryna Lobatsch mit der Höchstnote die Goldmedaille gewann. Daraufhin folgten zahlreiche Welt- und Europameistertitel für ihre belarussische Nationalmannschaft, deren Cheftrainerin sie bis 1996 war.
Im Dezember 1996 zog Krilenko mit ihrer Familie  nach Fellbach-Schmiden (Deutschland). Sie war von 1996 bis 2014 Cheftrainerin beim TSV Schmiden und Bundestrainerin für die Nationalmannschaft in der Einzeldisziplin. In dieser Zeit trainierte sie die deutsche Nationalmannschaft im Einzel, u. a. mit Lisa Ingildeeva, Laura Jung und Jana Berezko-Marggrander.
Im Oktober 2014 wurde Krilenko nach Anschuldigungen einer Gymnastin, die von einer Handgreiflichkeit während der Weltmeisterschaft 2011 berichtete, von ihren Aufgaben freigestellt. Daraufhin erhielt sie einen Strafbefehl, gegen den sie Einspruch einlegte. Das Gerichtsverfahren wurde 2015 wegen Geringfügigkeit eingestellt.
Mit dem deutschen Team schaffte es Krilenko zu den Olympischen Spielen 2004 in Athen, den Olympischen Jugendspielen 2010 in Singapur und den Olympischen Spielen 2012 in London.
Folgende Sportlerinnen wurden von Krilenko entdeckt und trainiert:
- Maryna Lobatsch (Sowjetunion)
- Laryssa Lukjanenka (Belarus)
- Tatiana Ogryzko (Belarus)
- Evgenia Pavlina (Belarus)
- Yulia Raskina (Belarus)
- Galina Sauchyts (Deutschland)
- Melanie Putze (Deutschland)
- Sandy Liebehenschel (Deutschland)
- Johanna Gabor (Deutschland)
- Sara Radman (Deutschland)
- Lisa Ingildeeva (Deutschland)
- Daria Stolbin (Deutschland)
- Klaudia Wittmann (Deutschland)
- Karolina Raskina (Deutschland)
- Laura Jung (Deutschland)
- Jana Berezko-Marggrander (Deutschland)